# Ressources naturelles du Québec
 (août 2011).
Si vous disposez d'ouvrages ou d'articles de référence ou si vous connaissez des sites web de qualité traitant du thème abordé ici, merci de compléter l'article en donnant les références utiles à sa vérifiabilité et en les liant à la section « Notes et références ».
Les ressources naturelles du Québec sont principalement l'eau, les minéraux et métaux ainsi que le pétrole et le gaz.
L'exploitation de ses ressources forestières est également importante. 

## Eau
Le territoire québécois est l'un des plus grands réservoirs d'eau potable de la planète. Les nappes d'eau douce recouvrent 10 % de sa superficie. Cette ressource leur permet une production d'électricité à faible coût et de façon écologique. 

## Minéraux et métaux
Le Québec est un producteur minier important. En 2010, il était le plus important producteur de zinc et le deuxième plus important producteur d'or et de minerai de fer au Canada. Il était aussi le deuxième producteur de niobium et le troisième producteur de dioxyde de titane. La province comporte 27 mines actives, près de 200 sociétés d'exploration minière et 12 usines de première transformation (4 fonderies et affineries, 4 cimenteries, 3 usines de production de chaux et une usine de production d'argile). Environ 30 minéraux sont exploités, les plus importants étant le minerai de fer, l'or, le nickel, le cuivre, le titane, le niobium, le zinc, l'argent et la pierre. En 2010, les investissements miniers ont dépassé les 2 milliards de dollars dont environ 500 millions de dollars uniquement pour des activités d'exploration et de mise en valeur. En 2020, l'industrie minière a contribué à 30% du PIB des régions telles que la Côte-Nord et de l'Abitibi-Témiscamingue. Plus de 4000 personnes ont travaillé dans l'industrie minière en Abitibi-Témiscamingue. Plusieurs régions non minières bénéficient aussi des retombées économiques de ce secteur d'activité.   
Au Québec, plus de 90 % du sous-sol est constitué de roches précambriennes, un ensemble géologique contenant des gisements d'or, de fer, de cuivre et de nickel. C'est la région de l'Abitibi-Témiscamingue qui a connu la première flambée minière. Par la suite, les activités d'exploration se sont développées dans d'autres régions du Québec, Chibougamau, Saguenay-Lac-Saint-Jean, Nord-du-Québec et la Côte-Nord.
Les gouvernements cherchent comment maximiser les bénéfices fiscaux provenant de l’exploitation de leurs ressources naturelles non renouvelables dans le respect de l’environnement et des droits des sociétés minières à un juste rendement. Ainsi, Yvan Allaire, président exécutif de l'Institut sur la gouvernance a préparé, à la demande du gouvernement, un document intitulé Le Québec et ses ressources naturelles: Comment en tirer le meilleur parti pour cerner les enjeux propres à l’établissement d’un régime de redevances et taxes minières approprié pour le Québec. Ce document examine les diverses façons pour un État de jouer pleinement son rôle de fiduciaire des ressources naturelles de la collectivité. La gamme des moyens dont dispose un gouvernement est étendue mais plusieurs de ces moyens soulèvent d’épineux et problématiques enjeux. 

## Forêts
Les forêts du Québec recouvrent 761 100 km², soit 46 % de sa superficie totale  (1 667 441 km²),. En guise de comparaison, la superficie des forêts québécoises est supérieure à la superficie totale de la France (675 417 km2). Les terrains forestiers productifs (pente de 0 % à 40 %), soit les forêts accessibles pour la récolte forestière, ont une superficie de 424 114 km². La forêt privée (grandes et petites propriétés) correspond à 16 % de la superficie forestière productive. Considérant les exclusions (ex: refuges biologiques), la superficie publique destinée à la production forestière est de 261 533 km² . Une nouvelle politique dans l'aménagement des forêts publiques est entrée en vigueur le 1er avril 2013 (Loi sur l'aménagement durable du territoire forestier),.
En 2020, l'industrie forestière représentait 8% des exportations du Québec.
Une étude parue en 2020 concluait que seul 1% de la forêt québécoise était exploitée annuellement.

## Énergie

### Hydroélectricité

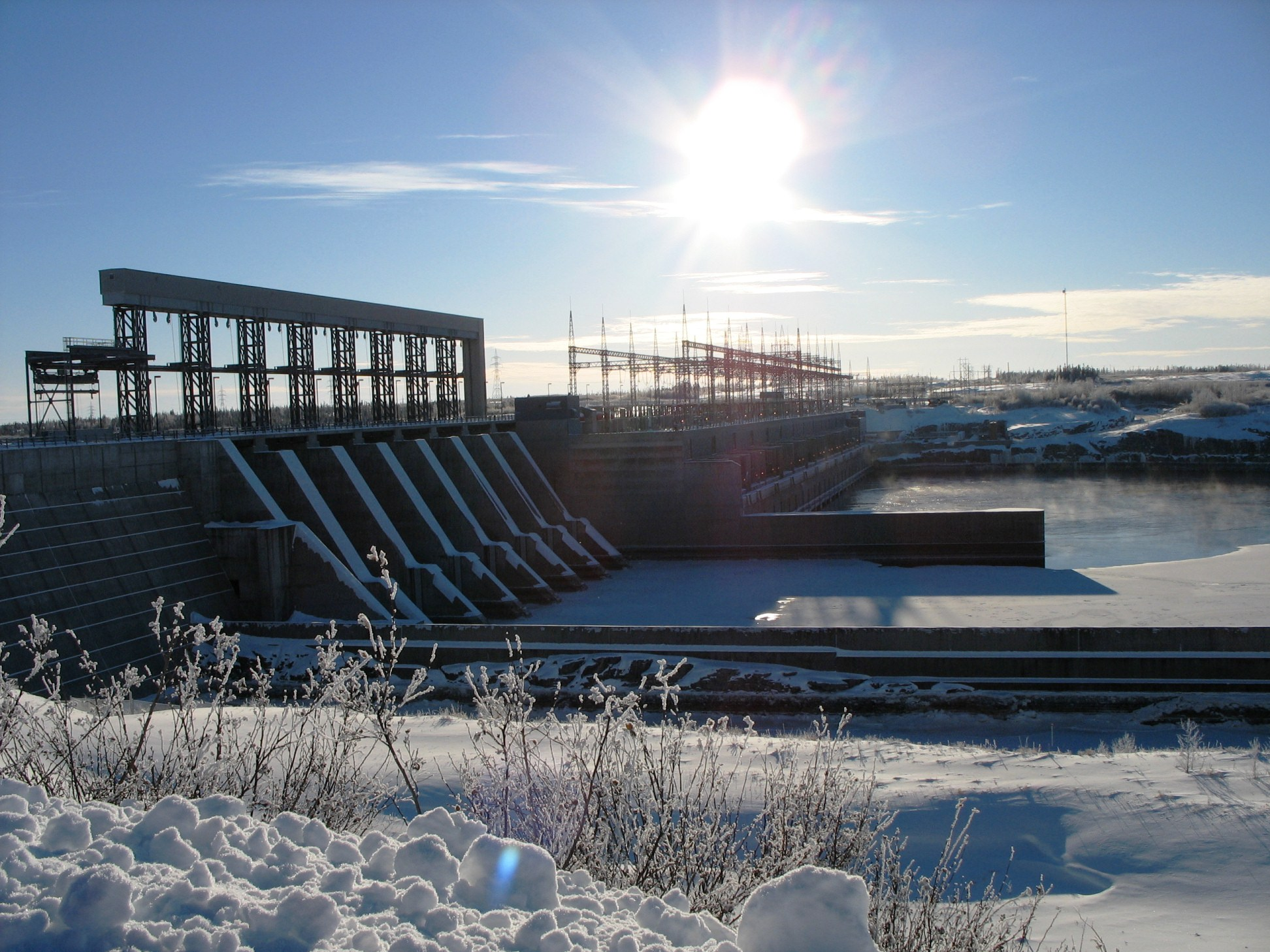
La centrale LG-1 à la Baie-James

Le bilan énergétique du Québec a connu de grands bouleversements en 20 ans. À la suite de la crise du pétrole des années 1970, on a assisté à une transformation rapide des modes de consommation et d'approvisionnement en énergie. L'électricité occupe maintenant au Québec le premier rang parmi les formes d'énergie, suivie du pétrole et du gaz naturel. Elle est presque entièrement produite par Hydro-Québec, une société de la Couronne provinciale qui gère 83 centrales réparties sur tout le territoire québécois. En 2000, le Québec était le quatrième producteur mondial d'électricité hydroélectrique, derrière les États-Unis, le Brésil et la Russie. Le parc de production de l'électricité comprend pour l'essentiel des centrales hydroélectriques (94 % de la puissance disponible), le reste étant constitué de centrales thermiques fournissant l'électricité à partir de produits pétroliers et de quelques parcs d'éoliennes. Pour transporter et distribuer l'électricité qu'elle produit, Hydro-Québec a mis en place un réseau d'une grande complexité (30 000 km), l'un des plus vastes en Amérique du Nord.
Plusieurs programmes de développement sont en cours d'étude ou de réalisation, principalement en hydroélectricité ou en énergie éolienne.

### Énergie éolienne
La politique énergétique du Québec prévoit le développement de projets éoliens totalisant 4 000 MW d'ici 2015. Le développement du potentiel éolien du Québec se fait essentiellement par le recours aux entreprises privées qui sont sollicitées via un système d'appels d'offre. Plusieurs groupes réclament plutôt que la société d'État Hydro-Québec développe elle-même ses propres projets éoliens et qu'elle demeure propriétaire des moyens de production d'électricité, comme c'est le cas avec la grande majorité des centrales hydro-électriques de la province.

### Pétrole
Le Québec demeure un importateur de pétrole brut. Les activités d'exploration qui ont cours au Québec et qui demeurent limitées portent sur la recherche de pétrole et de gaz naturel de même que sur la mise en valeur des structures géologiques aux fins de stockage de gaz naturel. La majeure partie des dépenses d'exploration a été consentie par la Société québécoise d'initiatives pétrolières (SOQUIP). Les importations de pétrole brut provenant des gisements de la mer du Nord (Royaume-Uni et Norvège), de l'Algérie ou du Mexique ont progressivement été remplacées, depuis 2015, par le pétrole brut en provenance de l'Ouest canadien et des États-Unis. Pour la première fois en 2019, le Québec n'a enregistré aucune importation de pétrole brut provenant de l'extérieur de l'Amérique du Nord. Les trois quarts des livraisons de pétrole arrivent au Québec par oléoduc et le reste par voie maritime. La principale infrastructure de transport utilisée est l'oléoduc Portland-Montréal, qui permet l'acheminement vers les raffineries montréalaises du pétrole brut livré au port de Portland dans le Maine. 

En 2012 il a été annoncé officiellement par le gouvernement libéral de Jean Charest que d'importantes réserves de pétrole (environ 30 milliards de barils)  avaient été découvertes sur l'île d'Anticosti. Celles-ci ne font cependant pas consensus sur leur exploitation, qui pourrait être particulièrement dommageable pour l'environnement. La technique d'extraction utilisée, la fracturation hydraulique, demande de couper les arbres, de creuser sur de larges étendues et donc elle modifie radicalement le paysage.  Le manque d'efficacité de cette technique est aussi critiqué (moins de 5 % du pétrole extrait serait récupéré en bout de ligne) . Des découvertes laissent à penser que le statut d’importateur du Québec pourrait être modifié. 
En février 2022, pendant une importante flambée des prix à la pompe, causée par la guerre en Ukraine, un sondage Ipsos révélait que 52 % des Québécois préféreraient exploiter ses propres ressources pétrolières, contre 28 % qui souhaiteraient continuer d’importer tout le pétrole consommé dans la province.  Le pétrole brut étant négocié globalement, une exploitation pétrolière au Québec ne causerait pas de changement significatif au prix à la pompe.

### Gaz
Le Québec importe de l'Ouest canadien (Alberta) la quasi-totalité du gaz qu'il consomme. Au cours des trente dernières années, deux gisements ont été exploités au Québec, soit à Pointe-du-Lac, près de Trois-Rivières, et à Saint-Flavien, au sud de Québec. Depuis 1980, le Québec a étendu son réseau gazier.